# مارمولادا
مارمولادا هو جبل يقع شمال شرق إيطاليا وهو أعلى قمة جبلية في سلسلة دولوميت.